# IC 3026
IC 3026 је ознака објекта на координатама са ректансцензијом 12h 10m 34,0s и деклинацијом - 29° 55" 24'. Открио га је Делајл Стјуарт, 1899. године. Каснијим посматрањима на том положају није уочен никакав астрономски објекат.